# You Are What You Is
A You Are What You Is Frank Zappa jellemzően vokális stúdióalbuma, a hivatalos diszkográfia szerint a 34. Eredetileg dupla bakelitként jelent meg 1981-ben, a későbbi CD-kiadások szimplák.

## A lemez számai
1. "Teen-Age Wind" – 3:02
2. "Harder Than Your Husband" – 2:28
3. "Doreen" – 4:44
4. "Goblin Girl" – 4:07
5. "Theme from the 3rd Movement of Sinister Footwear" – 3:34
6. "Society Pages" – 2:27
7. "I'm a Beautiful Guy" – 1:56
8. "Beauty Knows No Pain" – 3:02
9. "Charlie's Enormous Mouth" – 3:36
10. "Any Downers?" – 2:08
11. "Conehead" – 4:24
12. "You Are What You Is" – 4:23
13. "Mudd Club" – 3:11
14. "The Meek Shall Inherit Nothing" – 3:10
15. "Dumb All Over" – 5:45
16. "Heavenly Bank Account" – 3:44
17. "Suicide Chump" – 2:49
18. "Jumbo Go Away" – 3:43
19. "If Only She Woulda" – 3:48
20. "Drafted Again" – 3:07

## A lemezről

### A zene
Ez Frank Zappa első olyan albuma, ami az akkor elkészült, otthoni stúdiójában, a Utility Muffin Research Kitchenben készült. Zappa nagyon élvezte hogy végre szabadon gazdálkodhat a stúdióidővel, ez hallatszik a lemezen is: a felvételen rengeteg egymásra kerülő hangsáv teszi gazdaggá, rétegzetté a hangszövetet. A lemezen – mint egyfajta rockoperában – az egyes számok összetartoznak, kisebb "szviteket" alkotnak, annak ellenére hogy a lemeznek nincs egységes története vagy vezérfonala.
Az album gerincét a '80 tavaszi turnén is rendszeresen játszott, főleg vokális számok adják, ezeket ezzel a csapattal is rögzítették 1980 nyarán, az újonc David Logeman dobos részvételével. Az ifjú Steve Vai csatlakozása után Zappa kihasználta a megjelenés eltolódását (ld.: Crush All Boxes), és Vai-jal további gitárszólamokat játszatott fel, de legfontosabb közreműködése a Theme from the 3rd Movement of Sinister Footwear című számban volt: egy '78 októberében felvett gitárszólót értelmeztek újra a stúdióban – a felvételről leválasztott improvizatív gitárszólóhoz Zappa új ütőskíséretet írt, a dallamot pedig elektromos gitárral és klarinéttel megduplázta:
Az történt, hogy az akusztikus részre rájátszottam még egy elektromosat, a szólam így megháromszorozódott, és gondolom az akusztikusat keverés közben levette. A tremolókar használatára pedig pont azért volt szükség, amit mondasz: úgy gondolta, a kettő túlságosan hasonlít egymásra, mintha az egyik csak egy effekt volna. Ezt mondta szó szerint: "Játssz ezen a gitáron, és itt-ott használd a nyújtó-kart hogy érzékelni lehessen hogy ez két különböző hangszer." Ismét egy példa Frank végtelen bölcsességére.
A címadó szerzemény, a "You Are What You Is" egy pörgős rock szám, amihez 1984-ben videó is készült, a tévéállomások azonban nem közvetítették, mivel egy Ronald Reaganre megtévesztésig hasonlító színész szerepelt benne, aki mosolyogva ül egy villamosszékben, amire Zappa időnként ötletszerűen rá-rákapcsolja az áramot. A klip a Video from Hell-en jelent meg.
Érdekesség, hogy a lemez közreműködői között nem csak Zappa gyerekeit találjuk meg, de olyan régi zenésztársakat is, mint  Motorhead Sherwood vagy Jimmy Carl Black, aki a Harder Than Your Husband című country dalt énekli.

### Say Cheeze...
A lemez borítóján megjelent egy azóta híressé/hírhedtté váló szöveg, a "Say cheeze...". A szöveg felkérésre született, de mégsem aratott osztatlan sikert:
Ezt a cikket eredetileg a Newsweek magazin számára írtam. Amikor elküldtem, visszautasították, mondván: túl idiotisztikus. Tekintve hogy valaminek ezt a helyet is el kell foglalnia, a cikket most afféle dekoratív felület-kitöltő szerepben éri utol a végzete.

### Crush All Boxes
Az itt hallható dalok nagy része eredetileg más formában jelent volna meg: Crush All Boxes lett volna a címe a szimpla lemeznek, amit Zappa 1980 körül tervezett megjelentetni, aztán mégsem tette, mert az addigra megjelent kalóz-változatban, talán egy rádió-közvetítés után. A dalok később részint a Tinseltown Rebellion, részint a You Are What You Is lemezeken jelentek meg, de más keverésben. A borítót Zappa aztán a Tinseltown Rebellion-hoz használta fel, a régi cím ott halványan még látszik. A Crush All Boxes kalózváltozatban terjedt a rajongók között. A lemez tervezett számai:
1. Doreen
2. Fine Girl
3. Easy Meat
4. Goblin Girl

1. Society Pages
2. Beautiful Guy
3. Beauty Knows No Pain
4. Charlie's Enormous Mouth
5. Any Downers?
6. Conehead

### Különböző CD-változatok
A CD első kiadása nagyon rosszul sikerült úgy hangzásban mint szerkesztésban (a bakelitoldalak CD-be való "átfordítása", a Dumb All Over lerövidítése, stb.) Az 1998-as Rykodisc kiadás már orvosolta a problémákat – mára szinte csak ez van a piacon (sajnos a régi és új kiadásokat csak a kísérőfüzet belseje alapján lehet megkülönböztetni, amit egy rövid mondat jelez csupán: "Digitally remastered by Spence Chrislu").
Valamikor 98-ban, miután számos kifogást olvastam (vagy hallottam személyesen Mike Keneally és Joe Travers barátaimtól) a You Are What You Is és a Tinseltown Rebellion kiadásaival kapcsolatban, úgy döntöttem, kezembe veszem az ügyet és újrakeverem ezt a két lemezt. Természetesen mindez Gail és Dweezil tudtával és beleegyezésével történt. Ugyanolyan aprólékos figyelemmel gondoztuk a felvételeket, mint az Au20 (Az Apostrophe (') és az Over-Nite Sensation jubileumi, audiofil kiadása) sorozat darabjainál, és az eredmény, úgy gondolom, magáért beszél.

## A közreműködők

### A zenészek
- Frank Zappa – szólógitár, ének
- Ray White – ritmusgitár, ének
- Ike Willis – ritmusgitár, ének
- Steve Vai – gitár (a borítón: "Strat gyalázó")
- Arthur Barrow – basszusgitár;
- Tommy Mars – billentyűk, ének;
- Bob Harris – Boy Soprano, trombita;
- David Logeman – Drums
- Ed Mann – ütőhangszerek;
- David Ocker – basszusklarinét, klarinét;
- Motorhead Sherwood – tenorszaxofon, ének;
- Jimmy Carl Black – ének a Harder Than Your Husband-en
- Craig "Twister" Stewart – harmonika
- Denny Walley – ének, Slide gitár
- Ahmet Zappa – ének
- Moon Unit Zappa – ének

### Produkciós stáb
- Allen Sides – Engineer
- Jo Hansch – Mastering
- Dennis Sager – Digital Engineer
- Santi Rubio – ?
- Amy Bernstein – Artwork
- John Livzey – Photography, Cover Photo
- Thomas Nordegg – Engineer
- John Vince – Artwork, Graphic Design
- Mark Pinske – Vocals, Engineer
- Bob Stone – Remixing, Digital Remastering
- George Douglas – Assistant Engineer

## Helyezések
Album – Billboard (North America)
| Year | Chart      | Position |
| ---- | ---------- | -------- |
| 1981 | Pop Albums | 93       |

Megjegyeztem, hogy annak ellenére, hogy a Sheik Yerbouti sikeresebb volt, a You Are What You Ist tartom a jobb albumnak. Frank bólintott: "Én is".

## Külső hivatkozások
- Dalszövegek és információk – az Information is Not Knowledge honlapon
- You Are What You Is – az album dalszövegeinek magyar fordítása (Zappa PONT honlap)
- A lemez olvasói véleményezése – a Kill Ugly Radio honlapon